# Камский железнодорожный мост
Камский железнодорожный мост — железнодорожный мост через Каму в Перми. Открылся в составе Пермь-Котласской железной дороги. Первый мост через реку Кама и крупнейший на Урале.

## История
Строительство Камского железнодорожного моста началось под Пермью в 1897 г. Мост состоял из 10 пролётов, проект которых был создан инженером И.Е . Ададуровым (утверждён Управлением постройки Сибирской железной дороги 30 апр. 1896 г.). В других источниках значится Е. Н. Ададуров. Сборка ферм производилась в мастерских Березина методом горячей клепки. Все фермы были сделаны из сварочного железа, изготовленного на Воткинском заводе. Металлические части моста весили более 254 тысяч пудов (4160 тонн). Устои моста были выстроены из бутового камня и облицованы гранитом.
27 января 1899 года епископом Петром совершено торжественное молебствие пред открытием движения по Камскому мосту, после чего по нему прошёл первый поезд.